# Tight Rope (album)
Tight Rope è il sesto album in studio del gruppo musicale statunitense Brooks & Dunn, pubblicato il 21 settembre 1999 dalla Arista Nashville.

## Tracce
1. Goin' Under Gettin' Over You – 2:56 (Ronnie Dunn, Terry McBride)
2. Missing You – 3:46 (John Waite, Mark Leonard, Charles Sandford)
3. Temptation #9 – 3:32 (Kix Brooks, Bob DiPiero)
4. Hurt Train – 4:04 (Ronnie Dunn, Terry McBride)
5. Can't Stop My Heart – 4:19 (Kix Brooks, Chris Waters, Tom Shapiro)
6. Too Far This Time – 3:30 (Ronnie Dunn)
7. You'll Always Be Loved by Me – 3:02 (Ronnie Dunn, Terry McBride)
8. I Love You More – 3:21 (Kix Brooks, Bob DiPiero)
9. Beer Thirty – 2:37 (Ronnie Dunn, Terry McBride)
10. Don't Look Back Now – 3:52 (Kix Brooks, Don Cook)
11. All Out of Love – 4:09 (Ronnie Dunn, Terry McBride)
12. The Trouble with Angels – 4:12 (Kix Brooks, Bob DiPiero)
13. Texas and Norma Jean – 3:51 (Kix Brooks, Lewis Anderson)

## Classifiche
| Classifiche (1999) | Posizione massima |
| ------------------ | ----------------- |
| Stati Uniti        | 31                |